# 15077 Едіалдж
15077 Едіалдж (15077 Edyalge) — астероїд головного поясу, відкритий 2 лютого 1999 року.
Тіссеранів параметр щодо Юпітера — 3,269.